# 東方之星沈没事故
| 東方之星                                                         | 東方之星           |
| ---------------------------------------------------------------- | ------------------ |
| 長江を航行する、東方之星に似た形式の仙妮号（de:Xian Ni）、2002年 |                    |
| 船歴                                                             |                    |
| 船籍                                                             | 中華人民共和国     |
| 所有                                                             | 重慶東方輪船公司   |
| 母港                                                             |                    |
| 受注                                                             |                    |
| 竣工                                                             | 1994年             |
| 最後                                                             | 2015年6月1日に沈没 |
| 性能諸元                                                         |                    |
| トン数                                                           | 2,200トン          |
| 全長                                                             | 約76 m             |
| 全幅                                                             | 11 m               |
| 全高                                                             | 4階建て            |
| 吃水                                                             |                    |
| 機関                                                             |                    |
| 推進器                                                           |                    |
| 速力                                                             | ノット (km/h)      |
| 乗員                                                             |                    |
| 最大搭載量                                                       |                    |
|                                                                  |                    |
| 客数                                                             | 定員534人          |

東方之星沈没事故（とうほうのほしちんぼつじこ）は、2015年6月1日午後9時32分に中国湖北省荊州市監利県の長江水域で発生した転覆・沈没事故である。12名が救出されるが442名が死亡となる事態となった。12月30日の調査報告書によると原因は午後9時19分にスコールライン（連続した雷と雨雲）、その後午後9時26ー32分にダウンバースト（ウインドシアの一つ）の二つに遭遇したこと。これにより船が9時31分に転覆、9時32分に沈没。

## 概要
中国湖北省荊州市の長江で6月1日午後9時30分 (CST) 頃、乗員乗客ら458人を乗せた大型客船東方之星（中国語: 东方之星、ピンイン: Dōng Fāng Zhī Xīng）が転覆、沈没した。客船は重慶市の国有企業「重慶東方輪船公司」が運航しており、江蘇省南京市を5月28日に出発し重慶市に向かうツアーの途中だった。
事故当時、現場付近は激しい風雨に見舞われる悪天候だった。船内では旅客が就寝準備中だったとみられるが、竜巻に巻き込まれてから1、2分で長江の北岸寄りで転覆した。救難活動が本格化したが、乗客の大半は船内に取り残されるなど行方不明となっており、警察当局は同日、救助された船長、機関長の身柄を拘束した。
乗っていたのは、中国国内の旅行客406人のほか、旅行会社の関係者5人、乗員47人。乗客の多くは国内旅行社が募集したツアー参加者で、50歳から80歳の年代が多かったという。なお、中華人民共和国交通運輸部の発表によれば、出身地は上海市97人、江蘇省204人、浙江省11人、天津市43人、福建省19人、安徽省8人、山東省23人。
その後5日から船体の引き上げ活動が開始され、船内の捜索が始まった。政府はテレビで全国中継する一方、乗客の家族でさえ現場に近づけさせず、不満を募らせる一部の家族が抗議する場面もあった。作業はロープの固定などが難航し、5日午前7時すぎに開始された。2台のクレーンを使って船体を回転させ、2時間ほどで上下を元に戻した。転覆時の衝撃からか、船は屋根の一部が大きく損傷していた。その後、クレーンを1台追加して船体をつり上げ、夜には船内の捜索を始めた。
「東方之星」の沈没は、1948年に最大4000人が乗っていた客船「江亜（Kiangya）」が上海沖で沈没した事故以来、中国国内で最悪の船舶事故となった。
6月6日午前10時30分、船内の捜索活動が全て終わり、水面の遺品の捜索に移った。
中国当局は6月7日、同日午前11時（日本時間同日正午）までに431人の死亡が確認されたと発表した。救出された生存者は14人のままで、行方不明者は11人になっている。

## 事故原因
当局の取り調べに対し、「東方之星」の船長が6日までに「左舷からの風の勢いが突然強まりバランスを崩した。左かじを最大限きったが、風の力に対応できなかった」と当時の状況を証言した。また機関長は「甲板をパトロールして機関室に戻ったところ、大量の水が流れ込んで照明が消えた。この瞬間に転覆すると思った」と証言している。船長によると、事故直前は風速3～8メートルだった。船の速度を上げることで対応しようとしていたと説明した。